# Turraea longipes
Turraea longipes là một loài thực vật có hoa trong họ Meliaceae. Loài này được Baill. miêu tả khoa học đầu tiên.